# Віра Зоріна
Віра Зоріна (англ. Vera Zorina; при народженні Єва Бріґітта Гартвіґ, нім. Eva Brigitta Hartwig; 2 січня 1917 — 6 квітня 2003) — німецька і американська балерина, хореографка та акторка.

## Біографія
Народилася в Берліні в сім'ї німця Фріца Гартвіґ і норвежки Абігайль Йоханне Вімпельман, які були професійними співаками. Дитинство провела в Норвегії в містах Тронгейм і Берген, а освіту здобула в одному з ліцеїв для дівчаток в Берліні. Після розлучення батьків, у віці 6 років, почала займатися балетом. Займалася у російських педагогів Ольги Преображенської і Миколи Леґата. У 12 років дебютувала на театральній сцені в постановці Макса Рейнгардта «<Сон літньої ночі» (1929), два роки по тому з'явилася в його ж «Казках Гофмана». У 1933 році Антон Долін запропонував 16-річній танцюристці роль у п'єсі з балетними номерами «Балерина», що йшла в лондонському «Теєті-театрі». Гартвіґ побачили на сцені Леонід М'ясін і полковник де Базіль, після чого запропонували їй приєднатися до трупи Російського балету Монте-Карло. За традицією того часу їй було запропоновано взяти собі «російське» сценічне ім'я — вибір припав на псевдонім Віра Зоріна, тому що лише його дівчина змогла вимовити. Для рідних і друзів вона лишалася Бриґіттою.
5 лютого 1937 року бере участь в лондонській прем'єрі мюзиклу «На кінчиках пальців», виконавши роль балерини Віри Барнової (театр «Палас», партнер — Джек Вайтінґ, хореографія балетних номерів «Балет принцеси Зенобії» і «Вбивство на Десятій вулиці» — Джордж Баланчин). Хоча в бродвейській прем'єрі роком раніше головну роль виконувала Тамара Жева, для участі в екранізації мюзиклу була запрошена саме Зоріна.
У 1938 році одружилася з Джорджем Баланчином. У той же період кінопродюсер Семюел Голдвін запропонував їй контракт на зйомки в Голлівуд. В результаті Зоріна з'явилася в 7 музичних кінострічках, дебютувавши у фільмі «Безумства Голдвіна» (1938). У тому ж році в мюзиклі Роджерса і Харта «Я одружився з янголом» дебютувала на Бродвеї, де продовжувала успішні виступи до 1954 року.
У 1970-ті роки Зоріна була директоркою Норвезької національної опери. Пізніше вона займала пост радниці в Лінкольн-центрі, робила оперні постановки в театрі Санта-Фе.
У 1986 році в світ вийшла її автобіографія Zorina.
Віра Зоріна померла від інсульту в квітні 2003 року в віці 86 років.

### Особисте життя
У 1938 році Зоріна одружилася з американським хореографом Джорджем Баланчином. Шлюб розпався в 1946 році. Відразу після розлучення вона пошлюбила керівника студії Columbia Records Ґоддарда Ліберсона; шлюб тривав до його смерті 1977 року. У подружжя було двоє синів — Джонатан і Пітер. 1991 року був укладений її третій шлюб з клавесиністом Полом Вульфом.

## Репертуар
Мюзикл
- 5 лютого 1937 — Віри Барнова, «На кінчиках пальців» (партнер — Джек Вайтінґ, хореографія Джорджа Баланчина, театр «Палас», Лондон)
- 1938 — «Я одружився з янголом» (Роджерс і Гарт, Бродвей)
- 1940 — Марина ван Лінден, «Луізіанське придбання» (театр «Імперіал»)

## Фільмографія
- 1931 — Жаклін, Seine Freundin Annette
- 1937 — епізод в травневому випуску телесеріалу «Театральний парад» (ймовірно, фрагмент мюзиклу «На кінчиках пальців»)
- 1938 — Ольга Самара, «Безумства Голдвіна»
- 1939 — Віра Барнова, «На кінчиках пальців»
- 1940 — княгиня Таня Вронська, «Я була шукачкою пригод»
- 1941 — Марина фон Мінден, «Луізіанське придбання»
- 1942 — танцювальний номер That Old Black Magic, «Зірково-смугастий ритм»
- 1944 — Ґлорія Венс, «Слідуючи за хлопцями»
- 1946 — Мадлен Ласло, «Повернись, моє кохання»
- 1985 — документальний фільм «Це — танець»